# Kyriacos Costa Nicolaou
Kyriákos Kóstas Nikoláou (grec moderne : Κυριάκος Κ. Νικολάου), connu aux États-Unis sous le nom de Kyriacos Costa Nicolaou, né le 5 juillet 1946 à Chypre, est un chimiste américain reconnu mondialement pour ses recherches concernant la synthèse de produits naturels. Il est actuellement professeur de chimie à l’université Rice, au Texas. Plusieurs prix lui ont été décernés au cours de sa carrière.

## Biographie
Kyriacos Costa Nicolaou est né le 5 juillet 1946 à Chypre, plus précisément à Karavás, une petite ville côtière située au nord de l’île, où il passe les dix-huit premières années de sa vie. En 1964, il décide de partir vivre en Angleterre avec pour objectif d’y entreprendre des études universitaires. Il étudie la chimie à l’université de Londres, puis obtient son doctorat en 1972 à l'University College de Londres (UCL). La même année, il déménage aux États-Unis, où, à la suite de deux nominations postdoctorales, il commence sa carrière académique comme professeur de chimie à l’université de Pennsylvanie. 
En 1989, sa carrière académique prend une véritable envolée. Il déménage à San Diego pour y enseigner la chimie à l’université de Californie à San Diego ainsi qu’à l’Institut de recherche Scripps, où il ne tarde pas à être nommé président du département de chimie. Durant les années qui suivent, il se fait remarquer par sa présence active dans plusieurs conseils consultatifs de revues scientifiques. C’est à cette même époque qu’il entreprend ses travaux concernant la synthèse totale de produits naturels, notamment celle du Taxol, un agent pharmacologique utilisé dans le traitement de plusieurs types de cancer, comme le cancer du sein, le cancer du poumon, le cancer de l'ovaire et le mélanome, un cancer de la peau. De 2005 à 2011, il dirige le laboratoire de synthèse chimique de l’ICES (Institute of Chemical and Engineering Sciences), à Singapour. Puis, l’année 2013 marque son retour aux États-Unis, où il obtient un poste comme professeur de chimie à l’Université Rice, au Texas. 
Au fil de ces années, il s’implique dans l’écriture et la publication de nombreux ouvrages portant sur la chimie. Il est le coauteur de plus de 725 publications, 67 brevets et 5 livres. En raison de ses nombreuses implications dans la communauté scientifique, il est nommé membre de l’Académie américaine des Arts et des Sciences et, en 1996, de l'Académie nationale des sciences.

## Recherches
Kyriacos Costa Nicolaou se spécialise dans la synthèse totale des molécules pouvant être trouvées dans la nature. Ce principe général consiste à combiner des molécules simples pour en faire de plus complexes. Cela consiste aussi à créer de nouvelles molécules pouvant être utiles en biochimie ainsi qu'en médecine. M. Nicolaou est reconnu pour sa faculté à développer de nouvelles techniques pour la synthèse chimique. Il est entre autres responsable de la découverte du procédé de synthèse totale des molécules suivantes : 

- Shishijimicin A (2015)
- Vancomycine (1998)
- Brévétoxine B (1995)
- Acide zaragozique A (1994)
- Taxol (1994)
- Sirolimus (1993)
- Calichéamicine γ1(1992)
- Amphotéricine B (1987)
- Acides endiandriques A-D (en)(1982)[4],[5],[6]

### Synthèse totale du Taxol
Sa synthèse totale la plus connue est celle du Taxol (en) (C47H51NO14), un agent pharmacologique utilisé dans le traitement du cancer, plus précisément en chimiothérapie. La molécule peut être retrouvée à l’état naturel et peut être isolée à partir de l’écorce d’If, conifères à fruits rouges poussant en Europe. Le processus d’extraction est très coûteux. Dans les années 1990, M. Nicolaou tente de développer une méthode menant à la synthèse totale du Taxol. Il y arrive, puis publie les résultats de sa recherche en 1994 sous le nom de « Nicolaou Taxol Total Synthesis ».  La synthèse totale du Taxol est une synthèse convergente, dans laquelle le produit final est obtenu à la suite de l’assemblage de plusieurs produits intermédiaires préparés préalablement. En effet, le Taxol est obtenu à la suite de l’assemblage de trois molécules intermédiaires,.

## Distinctions
- (2014) Prix Nemitsas en chimie : prix pour les scientifiques d’origine chypriote, recevant une bourse de 30 000 €.
- (2012) Prix pour la créativité en design moléculaire et en synthèse : décernée par la «North Jersey Section of the American Chemical Society (ACS)» à un individu ayant un impact dans les domaines suivants : développement de la méthode, chimie médicale et biologie organique, synthèse chimique, sciences pharmaceutiques et/ou l’identification moléculaire[7].
- (2011) Médaille Benjamin-Franklin : décernée par le Franklin Institute, fondé en l’honneur du premier scientifique d’Amérique, Benjamin Franklin. Situé à Philadelphie, le Franklin Institute est l’un des plus anciens centres d'éducation et de développement scientifique au pays[8].
- (2005) Prix Arthur C. Cope : prix qui récompense les travaux en chimie organique. Il est considéré comme étant l’une des plus grandes distinctions dans le domaine. Il est décerné par l’American Chemical Society et commandité par le fonds Arthur C. Cope, un grand chimiste américain[9].
- (2002) Prix Tetrahedron – Créativité en chimie organique : décerné annuellement par Elsevier, l’éditeur de Tetrahedron, une revue hebdomadaire de chimie organique à comité de lecture[10].
- (2001) Prix Ernst-Schering : décerné par la Fondation Ernst Schering, pharmacien allemand. Ce prix honore les scientifiques du monde entier dont les travaux ont donné naissance à des modèles nouveaux et inspirants ou qui ont mené à des changements fondamentaux dans la connaissance biomédicale. Il est reconnu comme étant l’un des prix scientifiques allemands les plus prestigieux, avec une récompense de 50 000 €[11].
- (1996) Prix Ernest-Guenther

La liste complète de ses prix et honneurs se retrouve sur le site Web de l’Institut de recherche Scripps.